# アルフェニン

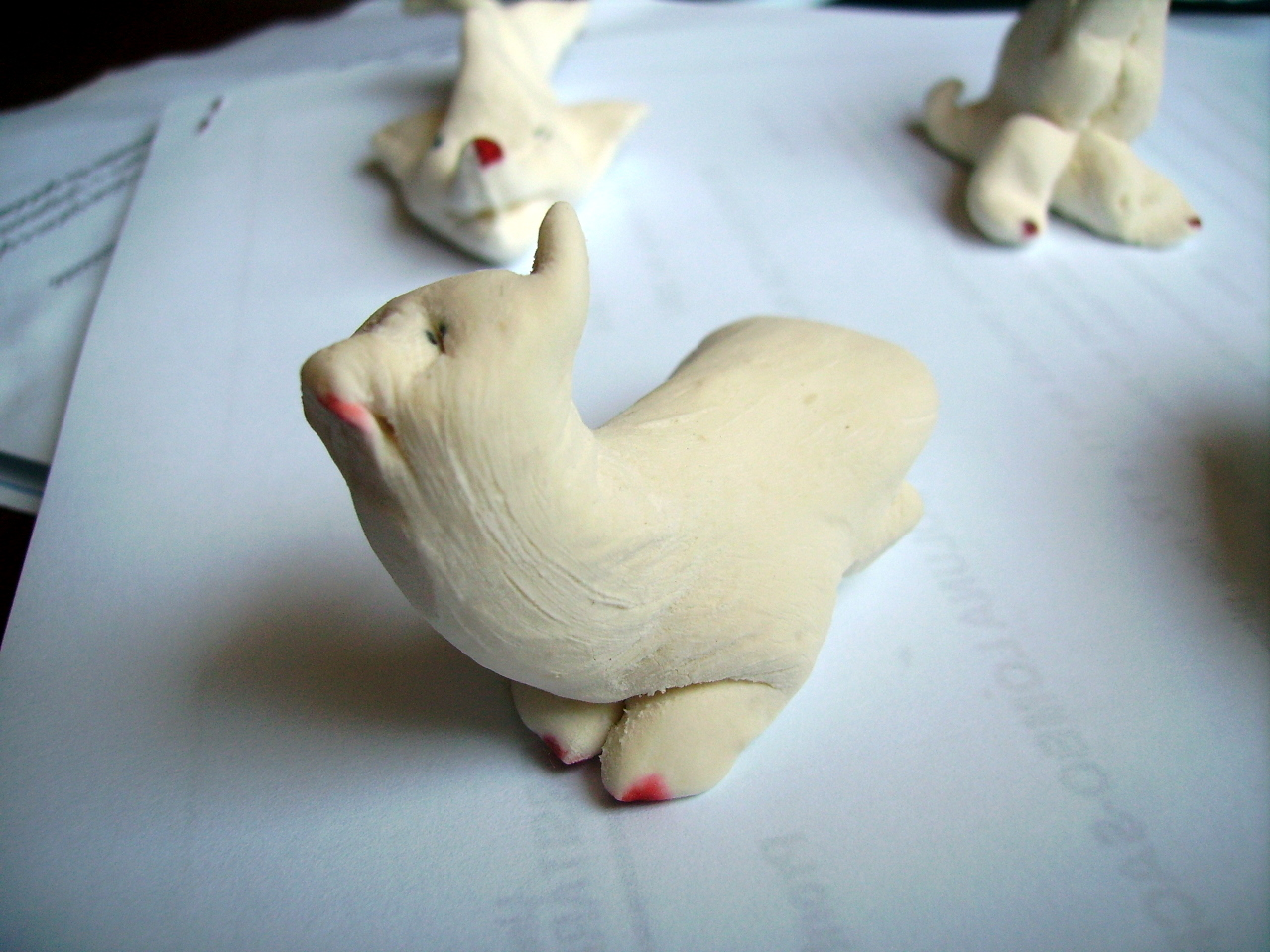
ブラジル、ゴイアス州のアルフェニン

アルフェニン（ポルトガル語: alfenim）はポルトガル領アゾレス諸島、テルセイラ島の白い砂糖菓子。砂糖に水と酢を加えて熱し、飴状にしたのち、引き伸ばしながら花や鳥、動物などの形に成形する飴細工の一種である。
食用以外では、聖霊祭や守護聖人に対して病気やけがの治癒を感謝する際の奉納物としても用いられ、その場合は聖霊の象徴とされる鳩をはじめ、教会の建物をかたどったものや、手や足などけがをした体の部分を模したアルフェニンが捧げられる。日持ちがするため、テルセイラ島の土産物ともなっている。
日本の南蛮菓子「有平糖」の語源になったという説もある。